# ヤコフ・シナイ
ヤーコフ・グリゴーリエヴィチ・シナーイ（ロシア語: Я́ков Григо́рьевич Сина́й,1935年9月21日 - ）はソビエト連邦生まれのアメリカ合衆国の数学者、理論物理学者である。

## 経歴
モスクワ生まれ。1963年モスクワ大学で博士号取得。1971年にモスクワ大学の教授となった。 1993年からプリンストン大学の教授である。ロシア科学アカデミー会員。2009年王立協会外国人会員。
主に力学系の理論、数理物理学、確率論での功績で知られている。

## 主な受賞歴
- 1986年 - ボルツマン賞
- 1990年 - ハイネマン賞数理物理学部門
- 1992年 - ICTPのディラック・メダル
- 1996年 - ウルフ賞数学部門
- 2002年 - フレデリック・エッサー・ネンマーズ数学賞
- 2009年 - ポアンカレ賞
- 2013年 - スティール賞
- 2014年 - アーベル賞 「その力学系、エルゴード理論、数理物理学への基本的な貢献に対して」
- 2015年 - マルセル・グロスマン賞